# Rijksluchtvaartdienst

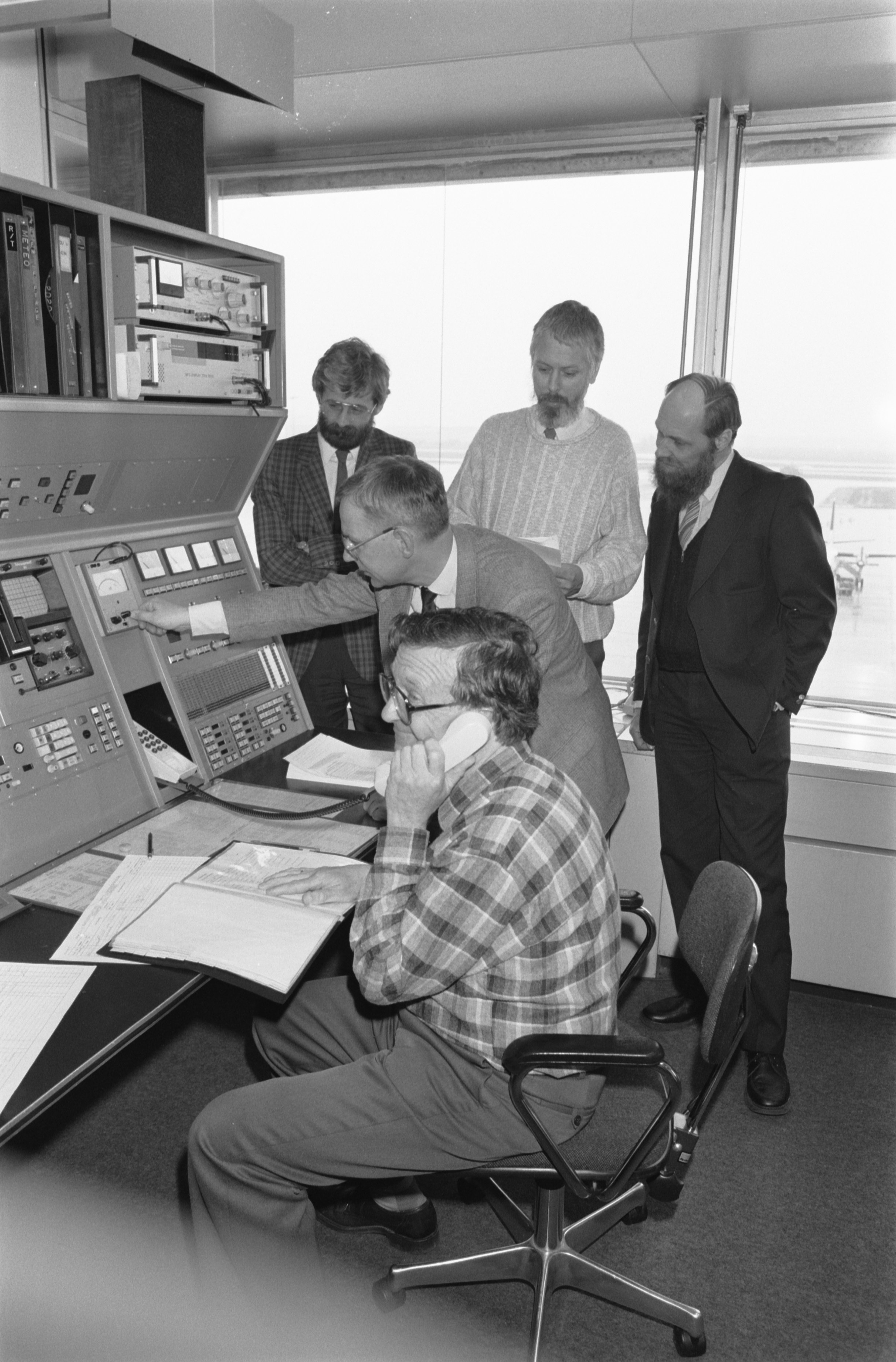
Ondersteunend personeel Rijksluchtvaartdienst (1989)

De Rijksluchtvaartdienst (RLD) was een Nederlandse overheidsorganisatie die zich bezighield met alle ontwikkelingen rond de burgerluchtvaart. De dienst viel onder het ministerie van Verkeer en Waterstaat en was gevestigd in Hoofddorp. 
Op 1 juni 2000 werd de RLD opgeheven en eerst opgenomen in de Inspectie Verkeer en Waterstaat (IVW) en vervolgens in de Inspectie Leefomgeving en Transport (ILT).

## Geschiedenis
De voorganger van de Rijksluchtvaartdienst (RLD) was tot 1940 "Bureau Luchtvaart", vanaf 1930 de "Luchtvaartdienst".
Na de oorlog, op 14 juni 1945 werd de dienst voortgezet onder de naam Rijksluchtvaartdienst. In mei 2000 werden bij de RLD de taken beleid, uitvoering en handhaving van elkaar werden gescheiden bij een ingrijpende reorganisatie. Het ging om de Directie Luchtvaart Beleid (DLB), de Nederlandse Luchtvaart Autoriteit (NLA) en Handhavingsdienst Luchtvaart (HDL) op Schiphol-centrum.
De NLA en HDL gingen eerst per 1 juli 2001 door als de "divisie Luchtvaart" binnen de nieuw opgerichte Inspectie Verkeer en Waterstaat (IVW). De IVW bestond verder nog uit een aantal andere divisies, bestaande uit diverse eveneens opgeheven departementsonderdelen. Eind 2011 gingen allen op in de Inspectie Leefomgeving en Transport (ILT) bij een nieuwe fusie.

### Functies
In 1927 trad de Luchtvaartwet in werking. Deze had als een van de eerste taken het uitvoeren van de op de burgerluchtvaart betrekking hebbende wetten.
De toenmalige Minister van Waterstaat in het ’Londense Kabinet’, Willem Albarda, had toevallig de beschikking over enige luchtvaartdeskundigen, met wier hulp een — het zou genoemd kunnen worden — interim luchtvaartdienst kon worden ingesteld. Tot die kleine kring behoorden de Directeur-Generaal J. W. F. Backer, mr. F. H. Copes van Hasselt (nadien Nederland’s vertegenwoordiger bij de I.C.A.O. te Montreal) en de Chef van de Technische Dienst van de K.L.M. in Engeland, de heer W. D. van Os. Op 23 maart 1943 werd de heer Backer, die kapitein-luitenant ter zee-vlieger was, door Minister Albarda aangesteld tot Hoofd van de Afdeling Luchtvaart en behandelde als zodanig alles wat te maken had met de Nederlandse burgerluchtvaart buiten het bezette vaderland.

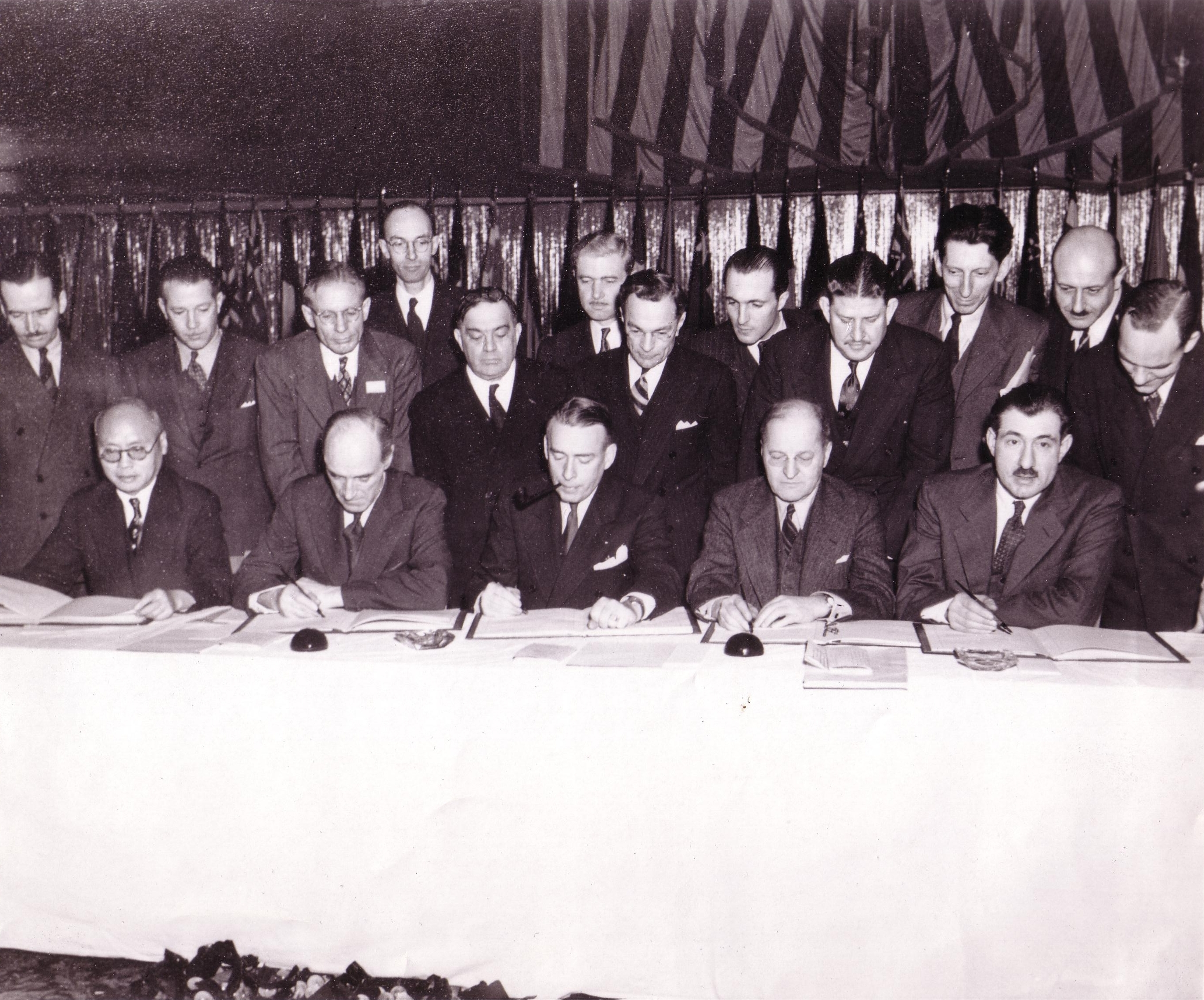
Het verdrag van Chicago (1944), stelde regels vast voor het gebruik van het luchtruim en de registratie en veiligheid van vliegtuigen

Op die wijze werd toen het overheidstoezicht op de luchtvaart uitgeoefend. De heer Van Os trad daarbij als inspecteur op ten behoeve van de luchtwaardigheid van het door K.L.M.-bemanningen gebruikte materieel. Zij het dus ook op gereduceerde schaal. De Londense Regering had haar luchtvaartdienst. Mr. Copes van Hasselt werd naar Amerika gedirigeerd en ingeschakeld bij het voorbereidende werk, dat in november 1944 leidde tot het tot stand komen van de Conventie van Chicago.
Zo droeg de in Londen zetelende Regering toen (dus nog vóór het einde van de vijandelijkheden) kennis van de Conventie, iets wat tot de in Nederland op- en van de buitenwereld afgesloten luchtvaartmensen nog niet doorgedrongen was.
Nauwelijks een maand na de algehele bevrijding was dan ook de overheidsbemoeienis met de luchtvaart reeds geheel gefundeerd.
Toen in de eerste dagen van mei 1945 ook het Noorden van Nederland bevrijd was, werd met de meeste voortvarendheid het contact met de bevriende buitenwereld hersteld. De Regeringsbureaus, en de daaraan verbonden functionarissen, die in Londen hun beste krachten gegeven hadden, om het Nederlandse belang te dienen, kwamen successievelijk weer naar het vaderland terug. Benoorden de rivieren waren er nog geen bruikbare vliegvelden en zo werd er met spoed een noodterreintje aangelegd langs de spoorbaan Den Haag-Utrecht, juist ten Oosten van het spoorwegviaduct van de lijn Den Haag-Leiden. Hier kon alleen met kleine vliegtuigen geland worden. 
Op die wijze werden tal van hoge ambtenaren, die uit Londen eerst naar het vliegveld Welschap, bij Eindhoven, overgekomen waren, naar Den Haag gebracht.
Onder hen bevond zich ook de heer J. W. F. Backer, die per Auster op de beschreven ’strip’ landde. De Directeur van de Luchtvaartdienst, de heer H. Ch. E. van Ede van der Pais, als zodanig weer in functie getreden, had zich reeds omringd door tal van vroegere medewerkers, die als het ware uit alle hoeken en gaten waren komen opdagen. De nieuwe, de na-oorlogse werkperiode, werd ingeluid met een glas champagne. De toenmalige Minister van Waterstaat, ir. Th. P. Tromp, benoemde met ingang van 14 juni 1945 de heer H. Ch. E. van Ede van der Pais tot Directeur-Generaal, en de heren J. W. F. Backer en mr. Copes van Hasselt tot Directeuren van de Rijksluchtvaartdienst. Want zó werd op die zelfde datum de officiële naam van de dienst.

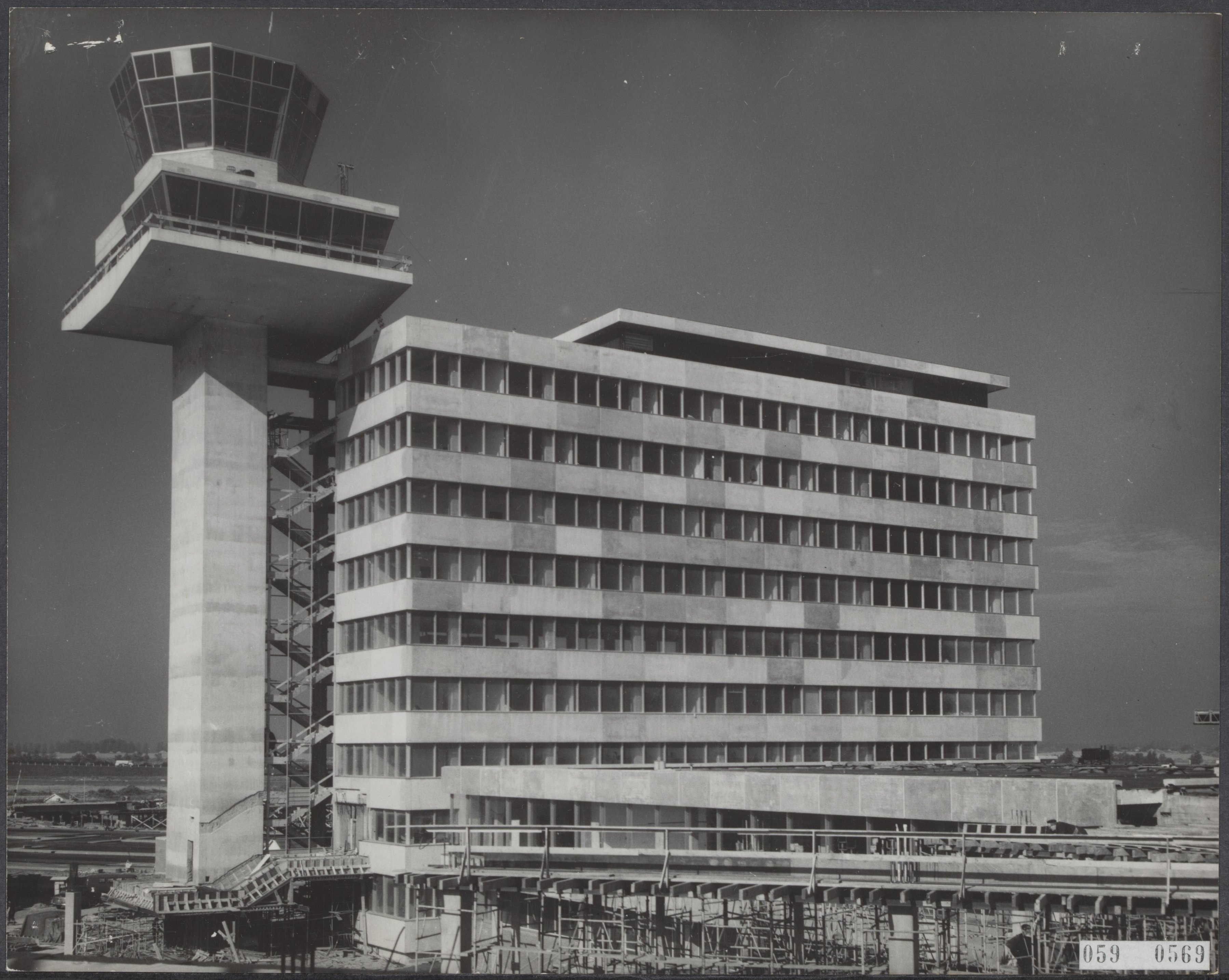
Bouw van het 9 verdiepingen tellende kantoorgebouw van de n.v. Luchthaven Schiphol in 1965. Aan het kantoorgebouw staat de 53 meter hoge verkeerstoren. Bovenin komt de waarnemingspost van de meteorologische dienst met daarboven de koepel voor de verkeersleiding van de Rijksluchtvaartdienst

Na de oorlog hield de RLD, onder de naam Rijks Luchtvaart School, zich op o.a. vliegveld Eelde in Groningen bezig met de opleiding van verkeersvliegers en verkeersleiders. De opleiding tot verkeersleider is tegenwoordig een vierjarige hbo-opleiding die deels ook op Schiphol plaatsvindt. Op 1 januari 1993 werd de Luchtverkeersbeveiliging LVB van de RLD afgesplitst.
In de eerste jaren besloot de Luchtvaartdienst een aantal vliegroutes in Nederland te markeren, omdat er nog visueel werd gevlogen. Er kwamen geleidings- of routelichten; zo werd er in Roosendaal voor dit doel een 30 meter hoge ijzeren vuurtoren gebouwd.
De dienst was verantwoordelijk voor de ontwikkeling van luchthavens, heliports en helikopterdekken en met de afgifte van vergunningen voor incidentele helilandingen.

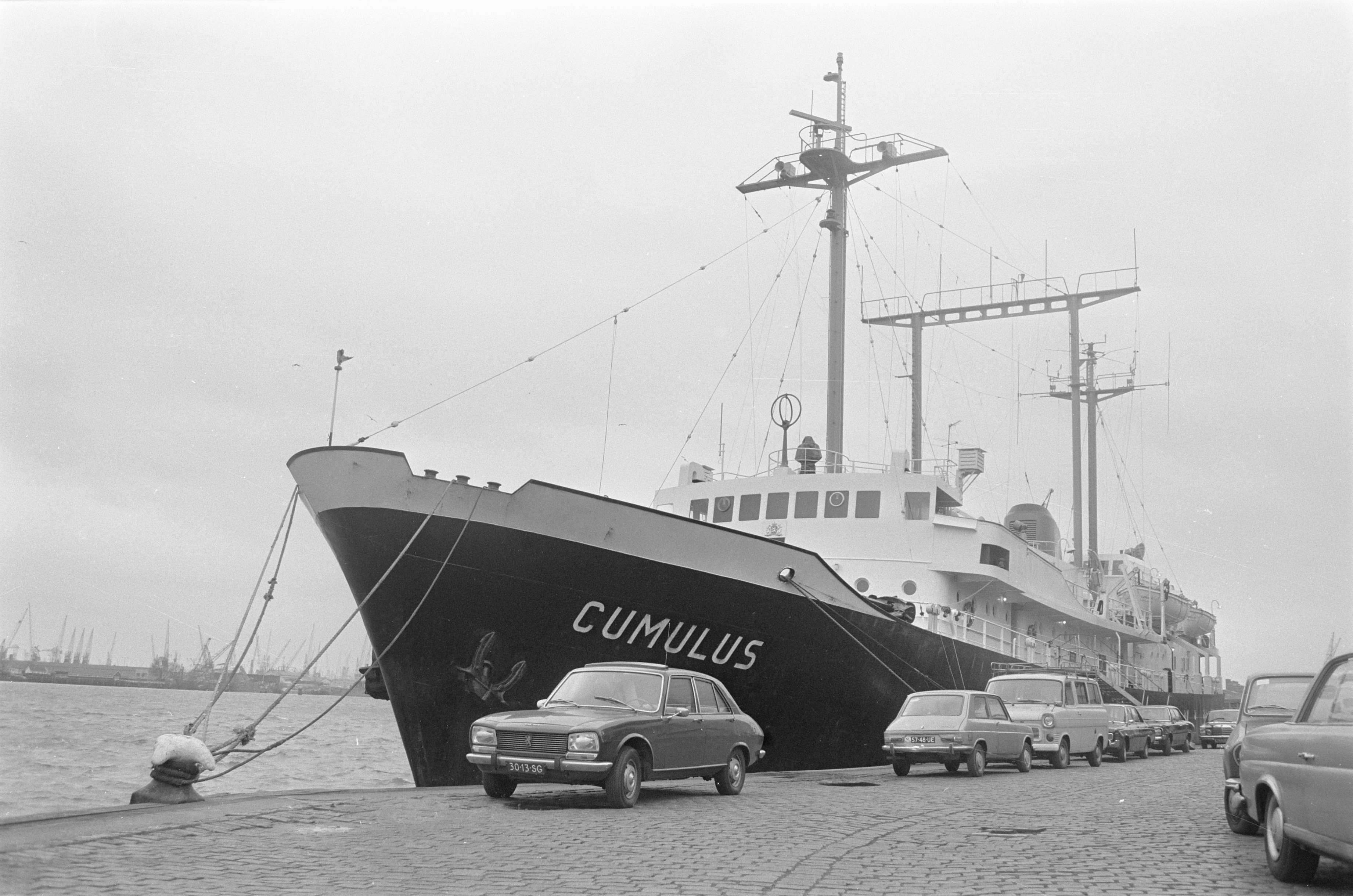
Het weerschip Cumulus II, in 1975 door de Rijksluchtvaartdienst overgedragen aan het KNMI

Tot 1975 beheerde de dienst weerschepen om meteorologische gegevens te verzamelen en de trans-Atlantische luchtvaart te ondersteunen. Door de verbetering van de vliegtuignavigatie nam het belang van weerschepen voor de luchtvaart in de jaren zeventig af. 
Het laatste schip, de Cumulus, werd op 18 april 1963 aanvaard door Willem Jan Kruys, Directeur-Generaal van de Rijksluchtvaartdienst (1962-1971). In 1975 werd de Cumulus door de dienst overgedragen aan het KNMI.

## Afdelingen
Tot de afdelingen behoorden:
- Bureau Interne Zaken
- Bureau vliegtuigonderhoud luchtvaartmaatschappijen
- Bureau Luchtvaartinspectie
- Bureau algemene luchtvaart en helikopters
- Bureau Toezicht op luchthavens en helihavens

In de jaren 90 was de RLD onderverdeeld in de directies 'Vervoer en Infrastructuur' en 'Luchtvaartinspectie'. Henk Wolleswinkel was directeur van de Luchtvaartinspectie, toen hij in 1992-93 het RLD-onderzoek naar de Bijlmerramp leidde. Enige jaren later werd hij vervangen door E. Hofstee.

## Kritiek
Halverwege de jaren 90 werd de RLD heftig bekritiseerd. Het management van de Luchtvaartinspectie schoot te kort. Van buitenaf was er het beeld van een gesloten organisatie waar sprake is van een belangenverstrengeling tussen overheid en belangrijke bedrijven in de luchtvaartsector (KLM). Er bestond de indruk dat de luchtvaart zichzelf controleert en dat de RLD te weinig informatie gaf over veiligheidsaspecten, onveilige vliegtuigen en de resultaten van ongevallenonderzoek. De RLD werd vaak een arrogante club genoemd. De 'kleine luchtvaart' noemde de RLD steeds het verlengstuk van de grote luchtvaartmaatschappijen, zoals de KLM. Omdat de RLD gedwongen werd kostendekkend te werken, werden hoge tarieven doorberekend. Plaatsvervangend directeur-generaal Fred Heuer ontkende dat de RLD een verlengstuk van de KLM is, maar verklaarde dat de belangen van de overheid en de KLM nu eenmaal wel eens parallel lopen.

## Onderzoeken
Onderzoeken onder verantwoordelijkheid van de RLD waren onder andere
- Vliegramp van Biak in 1957: Inspecteur J.W.P. Backer had de leiding van het vooronderzoek.
- Bijlmerramp: Vanaf oktober 1992 was de dienst een jaar betrokken naar het zoeken van de oorzaak van de Bijlmerramp, waarbij motor 3 en 4 van de El Al-Boeing afbraken en het vliegtuig in de Bijlmermeer neerstortte. De RLD onderzocht de verzamelde restanten van het vliegtuig, inclusief verarmd uranium dat als balansgewicht in het vliegtuig aanwezig was.[8] In dit onderzoek onderzocht de RLD in feite de rol bij de ramp van de verkeersleiding en de luchtvaartinspectie, die deel uitmaakten van dezelfde organisatie.[9]